# Kapitán Michalis
Kapitán Michalis (v řeckém originále Ο Καπετάν Μιχάλης) je novela řeckého spisovatele Nikose Kazantzakise z roku 1953. V anglickém, německém a francouzském překladu (a mnoha dalších) je známa pod názvem Svoboda nebo smrt. Spisovatel byl ovlivněn svými prvními lety strávenými na ostrově Kréta a používá explicitní krétská řecká slova a krétský idiom způsobem, který jej zachovává nedotčený. Jedná se o jednu z nejčtenějších knih moderní řecké literatury, která byla přeložena a vydána v mnoha jazycích.[zdroj?]

## Děj
Příběh se odehrává během krétské revoluce v roce 1889. Hlavní hrdina, kapitán Michalis, divoký a nezdolný bojovník, přísahal, že bude černě oděný, neoholený a neusměvavý, dokud nebude Kréta osvobozena. Když však potká Emine, manželku svého pokrevního bratra Nuriho Beye, posedne ho „démon“, kterého navzdory svému úsilí nedokáže dostat z hlavy.
Zatímco kapitán Michalis bojuje se svým démonem, Nuri Bey se utká v souboji s Manousakasem, bratrem kapitána Michalise, aby pomstil smrt svého otce, kterého před lety zabil jejich bratr Costaros, a zabije ho; sám je však zraněn na genitáliích. Zranění se mu zahojí, ale poškození je nevratné a vezme si život, neschopen snést opovržení a lítost Emine (která se mezitím stala milenkou kapitána Polixigise) kvůli své impotenci. Zpráva o jeho smrti přispěje k už tak napjaté atmosféře v Megalo Kastro, kam denně přicházejí zprávy o potyčkách a nepokojích mezi Řeky a Turky na celém ostrově.
Na popud aghů vtrhnou turečtí vojáci do ulic města, kde vraždí a vypalují. O několik dní později vypukne revoluce. Zuří válka a Turci obléhají klášter Afentis Christos. Ve stejné době se Emine chystá nechat pokřtít na křesťanku a provdat se za Polixigise. Rodina Nuriho Beye ji však unese a kapitán Michalis v nejkritičtější noc obléhání opouští klášter, aby ji zachránil. Podaří se mu to a pošle ji k tetě. V jeho nepřítomnosti se však Turkům podaří klášter zapálit a kapitán Michalis Emine zabije, aby se uklidnil a zbavil výčitek svědomí ohledně kláštera.
O něco později přijíždí na Krétu Kosmas, Costarosův syn a synovec kapitána Michalise, a přináší povstalcům zprávu o kapitulaci. Kapitáni jeden po druhém skládají zbraně, ale kapitán Michalis se odmítá podrobit. Kosmas se vydává do jeho doupěte, aby ho přesvědčil k odevzdání zbraní, ale nakonec zůstává i on, protože se v něm probouzí Kréta a jeho otec Costaros. V zápalu boje pochopí, že kapitán Michalis se nyní zbavil veškerého strachu a naděje. Brzy strýc a synovec padnou při posledním nájezdu Turků.

## Vysvětlení názvu románu
Předpokládá se, že název knihy je poctou Kazantzakisovu otci Michalisu Kazantzakisovi, kterým se spisovatel inspiroval. Slovo Kapitán není použito ve smyslu námořní hodnosti, ale jako označení vůdce partyzánské skupiny (spisovatelův otec Michalis Kazantzakis byl vůdcem jedné takové skupiny, odtud název. Kazantzakis to uvádí ve své knize „Hlášení el Grecovi“).
Do druhého vydání v řečtině, které vyšlo v nakladatelství Difros v Aténách v roce 1955, byl jako podtitul přidán název Svoboda nebo smrt, který byl upřednostňován v angličtině (v USA). Ve Velké Británii byla kniha vydána pod názvem Freedom and Death, což byla poslední slova v knize. Výraz pochází z řeckého národního motta „Svoboda nebo smrt“ (Eleftheria i thanatos), odvozeného z řecké války za nezávislost a používaného krétskými povstalci, jako je hlavní hrdina knihy. V závěrečném textu Kazantzakis vědomě nahradil slovo „nebo“ slovem „a“.

## Publikace
Kniha byla přeložena do mnoha jazyků včetně turečtiny.
- 1954, Německo, (název „Freiheit oder Tod“, přeložil Helmut von den Steinen) Herbig, Berlín
- 1955, Švédsko, (název „Frihet eller död“, přeložil Börje Knös), Ljus, Stockholm.
- 1955, Norsko, (název „Frihet eller død“, přeložil Leif Kristiansen), Tanum, Oslo.
- 1955, Dánsko, (název „Frihed eller død“, přeložil Karl Hornelund), Jespersen og Pio, Kodaň.
- 1955, Nizozemsko, (název „Kapitein Michalis“, přeložil H.C.M. Edelman), De Fontein, Utrecht.
- 1955, Finsko, (název „Vapaus tai Kuolema“, přeložil Elvi Sinervo), Kustannusosakeyhtiö Tammi, Helsinki.
- 1955, Spojené státy americké, (název „Freedom or Death, a novel“, přeložil Jonathan Griffin), Simon and Schuster, New York.
- 1956, Velká Británie (název „Freedom and Death, a novel“, přeložil Jonathan Griffin), Bruno Cassirer, Oxford ISBN 0-85181-012-8.
- 1956, Francie (název „La Liberté ou La Mort“, přeložili Gisèle Prassinos a Pierre Fridas), Plon, Paříž.
- 1956, Jugoslávie (název „Kapitan Mihalis“, do slovinštiny přeložil Jose Udović), Cankarjevna, Lublaň.
- 1957, Island (název „Frelsið eða dauðann“, přeložil Skúli Bjarkan), Almenna bókafélagið, Rejkjavík.
- 1957, Argentina (název „Libertad o muerte“, přeložil Rosa Chacel), Carlos Lohlé, Buenos Aires.
- 1958, Portugalsko (název „Liberdade ou morte“, přeložil Maria Franco), Cor, Lisabon.
- 1958, Maďarsko (název „Mihálisz kapitány“, přeložil Abody Béla), Európa, Budapešť.
- 1959, Itálie (název „Capitan Michele“, přeložil Edvige Levi Gunalachi), Martello, Milán.
- 1960, Polsko (název „Kapitan Michał“, přeložila Katarzyna Witwicka), Czytelnik, Varšava.
- 1960, Československo (název „Kapitán Michalis“, přeložili František Štuřík a Mariana Stříbrná), Československý spisovatel, Praha.
- 1961, Bulharsko (název „Kapitan Mikhalis“, přeložil Georgi Kufov), Narodna Kultura, Sofie.
- 1963, Izrael (název „Herut O Mavet“ – „מוות חרות או“), Am Oved, Tel Aviv http://simania.co.il/bookdetails.php?item_id=21088.
- 1965, SSSR (název „Kapitan Mihalis: Svoboda abo smert“, do ukrajinštiny přeložili Ivan Hřechanivský, Viktoriia a Iannis Mochos), Vydavnytstvo Khudozhn'oi Literatury „Dnipro“, Kyjev.
- 1967, Turecko, (název „Ya hürriyet ya ölüm (Kapetan Mihalis)“, přeložil Nevzat Hatko), Ararat, Istanbul.
- 1973, Írán, (název „Azadi ya marg“, přeložil Muhammad Qazi), Chvarazmi, Teherán.
- 1973, Albánie (název „Ja vdekje, ja liri“, přeložil Enver Fico), Shtepia Botuese „Naim Frasheri“, Tirana.
- 1976, Egypt, (název „al-Hurriya wa-l-maut“), al-Hay'a, Cairo.
- 1982, Čína, (název „Zi you huo si wang“, přeložil Wang Zhenji yi), Wai guo wen xue chu ban she, Peking.
- 2002, Litva (název „Kapitonas Michalis“, přeložila Diana Bučiūtė), Vaga Publishers, Vilnius.
- 2013, Brazílie (název „O Capitão Michális (Liberdade ou Morte)“, přeložila Silvia Ricardino), Grua, São Paulo.
- 2014, Chorvatsko (název „Sloboda ili smrt“, přeložila Irena Gavranovićová Lukšićová), Sandorf, Záhřeb.
- 2021, Rusko (název „Капитан Михалис“, přeložil Viktor Grigorjevič Sokoluk), Wyrgorod, Moskva.